# Parishia trifoliolata
Parishia trifoliolata är en sumakväxtart som beskrevs av K.M. Kochummen. Parishia trifoliolata ingår i släktet Parishia och familjen sumakväxter. Inga underarter finns listade i Catalogue of Life.